# Façana de l'immoble del carrer Major, 19 (Cervelló)
La Façana de l'immoble del carrer Major, 19 és una obra eclèctica de Cervelló (Baix Llobregat) protegida com a bé cultural d'interès local.

## Descripció
Edifici entre mitgers de planta baixa, pis i golfes amb terrassa superior. la façana està dividida en tres nivells per motllures. A la planta baixa s'obre una gran porta d'arc rebaixat i l'arrebossat fa línies horitzontals. Al primer pis hi ha una finestra i un balcó, totes dues obertures estan emmarcades per una motllura. A les golfes hi ha unes petites obertures i la façana està rematada per una balustrada.